# خانه بالاخانه‌چی
خانه بالا خانه چی در کاشان، خیابان فاضل نراقی، روبروی مسجد آقا بزرگ واقع شده و این اثر در تاریخ ۲۵ اسفند ۱۳۷۹ با شمارهٔ ثبت ۳۳۳۵ به‌عنوان یکی از آثار ملی ایران به ثبت رسیده است.